# Gravitacijsko polje
Gravitácijsko oziroma téžnostno polje je območje, v katerem na telesa z maso deluje gravitacijska sila. Predstavlja fizikalni model za opis kako gravitacija obstaja v Vesolju.

## Pregled
Gravitacijsko polje je določeno z jakostjo gravitacijskega polja, kar se označuje s črko g, in je določena kot:
{\displaystyle g={\frac {F}{m}}\!\,,}
pri čemer je:
- {\displaystyle F\!\,} – gravitacijska sila,
- {\displaystyle m\!\,} – masa telesa.

Gravitacijsko polje je vektorsko polje in je dejansko enako gravitacijskemu pospešku v dani točki.
Gravitacijsko polje je posplošitev vektorske forme, ki pride še posebej prav kadar se obravnava več kot dve telesi (na primer raketa med Zemljo in Luno). Gravitacijska polja so konservativna – delo, ki ga opravi gravitacija iz ene lege v drugo, je neodvisno od poti. Zaradi tega obstaja potencialno polje {\displaystyle \phi _{g}({\vec {\mathbf {r} }})}, da velja:
{\displaystyle g({\vec {\mathbf {r} }})=-\nabla \phi _{g}({\vec {\mathbf {r} }})\!\,.}
Jakost gravitacijskega polja se lahko zapiše tudi kot gradient gravitacijskega potenciala:
{\displaystyle g=-\nabla \phi _{g}\!\,.}
Jakost gravitacijskega polja na zemeljskem površju je:
{\displaystyle g=9,807{\frac {\mathrm {m} }{\mathrm {s} ^{2}}}\!\,.}
Ker je gravitacijska sila med dvema telesoma enaka produktu mase drugega telesa ({\displaystyle m\!\,}) in jakosti gravitacijskega polja ({\displaystyle F_{g}=\kappa {\frac {m_{1}m_{2}}{r^{2}}}} in je {\displaystyle F=mg}),
je torej jakost gravitacijskega polja {\displaystyle g={\frac {\kappa M}{r^{2}}}\!\,}.
Seveda tudi 2. telo z maso m ustvarja gravitacijsko polje, ki deluje na 1. telo z maso M. V obeh primerih pa vendar velja, da je {\displaystyle mg=\kappa {\frac {m_{1}m_{2}}{r^{2}}}}.
Izvirno je bila gravitacija zamišljena kot sila med točkastimi telesi. Po Newtonovem zgledu je Laplace poskušal modelirati gravitacijo kot neke vrste sevalnega polja ali tekočine, tako da so od 19. stoletja na gravitacijo po navadi gledali z očmi poljskega modela, in ne kot na privlak med točkami.
V poljskem modelu masni delci izobličijo prostor-čas s svojo maso, to izobličenost pa se zazna subjektivno kot »silo«. Dejansko v takšnem modelu ni sile, saj se snov preprosto odziva ukrivljenosti samega prostor-časa.

## Jakost Zemljinega gravitacijskega polja
Na površju Zemlje je:
{\displaystyle g_{o}={\frac {\kappa M}{R^{2}}}={\frac {6,6742\cdot 10^{-11}\cdot 5,9742\cdot 10^{24}}{6372797^{2}}}=9,8179\;\mathrm {m} /\mathrm {s} ^{2}\!\,,}
kjer so:
- {\displaystyle M} - masa Zemlje (M = 5,9742 · 1024 kg),[4]
- {\displaystyle R} - srednji polmer Zemlje (R = 6372797 m),[4]
- {\displaystyle \kappa } - gravitacijska konstanta ({\displaystyle \kappa =6,6742\cdot 10^{-11}} m3/kg s2).

Nad površjem Zemlje je
{\displaystyle g={\frac {g_{o}R^{2}}{r^{2}}};\quad r=R+h\!\,,}
pri čemer je {\displaystyle h} razdalja do izbrane točke nad površjem Zemlje. Zgornjo enačbo lahko izpeljemo iz {\displaystyle g_{o}={\frac {\kappa M}{R^{2}}}} ter {\displaystyle g={\frac {\kappa M}{r^{2}}}}.

## Jakost Sončevega gravitacijskega polja
Na Soncu je:
{\displaystyle g_{\bigodot }={\frac {\kappa m_{\bigodot }}{r_{\bigodot }^{2}}}={\frac {6,6742\cdot 10^{-11}\cdot 1,989\cdot 10^{30}}{(6,960\cdot 10^{8})^{2}}}=274,04\;\mathrm {m} /\mathrm {s} ^{2}\!\,,}
tako da je:
{\displaystyle {\frac {g_{\bigodot }}{g_{o}}}\approx 28\!\,.}

## Jakost gravitacijskega polja ob neskončni steni
Za masni delec z maso m, ki se nahaja na razdalji h od neskončno velike stene z masno gostoto ρ, je jakost gravitacijskega polja neodvisna od razdalje:
{\displaystyle g=2\pi \kappa \rho \!\,.}

## Ubežna hitrost
Ubežna hitrost je hitrost, s katero mora telo z maso {\displaystyle m\!\,} zapustiti površino planeta, da popolnoma ubeži njegovemu gravitacijskemu polju oziroma da se lahko odmakne »neskončno« daleč. Telo mora imeti dovolj kinetične energije, da lahko opravi delo, potrebno za premik s površine v neskončnost oziroma iz točke, kjer je {\displaystyle V_{o}=-g_{o}R\!\,} v točko, kjer je {\displaystyle V=0\!\,}, pri čemer je:
- {\displaystyle V\!\,} – gravitacijski potencial nad površjem planeta,
- {\displaystyle V_{o}\!\,} – gravitacijski potencial na površju planeta,
- {\displaystyle R\!\,} – polmer planeta.

Pri tem se potencial spremeni za {\displaystyle g_{o}R\!\,}, potrebno delo pa je enako {\displaystyle mg_{o}R\!\,}. Zvezo med kinetično energijo in delom se zapiše kot: {\displaystyle {\frac {1}{2}}mv_{u}^{2}=mg_{o}R\!\,}, pri čemer je {\displaystyle v_{u}\!\,} ubežna hitrost. Z izpeljavo te enačbe se dobi enačbo za ubežno hitrost, ki je: {\displaystyle v_{u}={\sqrt {2g_{o}R}}\!\,}.
Ubežna hitrost za Zemljo je: {\displaystyle v_{u}=11,2\cdot 10^{3}\mathrm {ms^{-1}} \!\,.}

## Problemi Newtonovega opisa gravitacije
Newtonov opis gravitacije je dovolj natančen za mnogo praktičnih namenov in se zaradi tega na široko uporablja. Odstopanja od takšnega opisa so majhna kadar sta brezrazsežni količini {\displaystyle \phi _{g}/c^{2}\!\,} in {\displaystyle (v/c)^{2}\!\,} veliko manjši od 1, pri čemer sta v hitrost opazovanega telesa in c hitrost svetlobe. Newtonov opis gravitacije daje zadovoljive rezultate sistema Zemlja–Sonce, saj velja:
{\displaystyle {\frac {\phi _{g}}{c^{2}}}={\frac {\kappa m_{\bigodot }}{a_{0}}}\approx 0,987\cdot 10^{-8}\,,\quad \left({\frac {v_{Z}}{c}}\right)^{2}=\left({\frac {2\pi a_{0}}{(1\,\mathrm {l} )\,c}}\right)^{2}\approx 0,986\cdot 10^{-8}\!\,,}
kjer je {\displaystyle a_{0}\!\,} astronomska enota.
Kadar je eden od teh dveh brezrazsežnih parametrov velik, je treba za opis sistema upoštevati splošno teorijo relativnosti. Splošna teorija relativnosti preide v Newtonov opis gravitacije pri malih potencialih in nizkih hitrostih, tako da splošni gravitacijski zakon velja za spodnjo gravitacijsko mejo splošne teorije relativnosti.

## Splošna teorija relativnosti
Že James Clerk Maxwell je leta 1864 razvil misel, da se gravitacijskega polja ne da opisati podobno, kot se opiše elektromagnetno polje. V Maxwellovi elektrodinamiki se električno polje opiše z vektorjem jakosti električnega polja {\displaystyle {\vec {\mathbf {E} }}\!\,}, magnetno polje pa z vektorjema gostote magnetnega polja {\displaystyle {\vec {\mathbf {B} }}\!\,}. Tako da je elektromagnetno polje vektorsko polje. Sila med telesoma z enakoznačnima električnima nabojema je odbojna, med telesoma z nasprotno enakima pa privlačna. Masa je samo pozitivna in gravitacijska sila med masami vedno privlačna. Zaradi tega gravitacijskega polja v določeni točki polja ni moč opisati z vektorjem s tremi neodvisnimi podatki. V posebni teoriji relativnosti se elektromagnetno polje opiše s poševnosimetričnim tenzorjem z dvakrat tremi neodvisnimi podatki. Ta tenzor se izpelje iz četverca elektromagnetnega potenciala s štirimi neodvisnimi podatki. Gravitacijskega polja pa ni moč opisati ne s skalarjem ne s četvercem in ga je treba opisati s tenzorjem. Tenzor ima v prostor-času v splošnem štirikrat štiri neodvisnih podatkov – elementov. Tenzor gravitacijskega polja pa je simetričen, tako da šest elementov nastopi po dvakrat, zato tenzor vsebuje le deset neodvisnih podatkov. Albert Einstein je leta 1913 spoznal, da mora biti nova teorija gravitacije nelinearna. Gravitacijski potencial opiše metrični tenzor {\displaystyle g_{\mu \nu }\!\,}. Ker je simetričen, je šest njegovih elementov enakih šestim drugim členom:
{\displaystyle g_{01}\mathrm {d} x^{0}\mathrm {d} x^{1}=g_{10}\mathrm {d} x^{0}\mathrm {d} x^{1},\cdots g_{23}\mathrm {d} x^{2}\mathrm {d} x^{3}=g_{32}\mathrm {d} x^{2}\mathrm {d} x^{3}\!\,,}
in preostane deset različnih členov. Po njegovi zamisli osnovna enačba gravitacijskega polja poveže dva tenzorja:
{\displaystyle R_{\mu \nu }\sim -\kappa 'T_{\mu \nu }\!\,.}
Prvi meri ukrivljenost, drugi pa energijo in gibalno količino snovi. Tenzor, ki meri ukrivljenost, se dobi iz gravitacijskega potenciala s kovariantnim odvajanjem. Drugi tenzor pa ni odvisen od gravitacijskega potenciala.
V splošni teoriji relativnosti imajo Christoffelovi simboli pomembno vlogo pri gravitacijskem polju sil, metrični tenzor pa ima vlogo gravitacijskega potenciala. Pri tem je treba navadnemu odvodu dodati popravek s tremi členi s Christoffelovimi simboli {\displaystyle \Gamma _{\lambda \nu }^{\mu }\!\,}, ki upošteva vse možne ukrivljenosti koordinatnih osi, za vsak indeks en člen. Gravitacijsko polje je v splošni teoriji relativnosti določeno z rešitvijo Einsteinovih enačb polja:
{\displaystyle \mathbf {G} =\kappa '\mathbf {T} \!\,,}
kjer je {\displaystyle \mathbf {T} \!\,} napetostni tenzor, {\displaystyle \mathbf {G} \!\,} Einsteinov tenzor, {\displaystyle \kappa \!\,} pa Einsteinova konstanta, določena kot:
{\displaystyle \kappa '={\frac {8\pi \kappa }{c}}^{4}\!\,,}
kjer je:
- {\displaystyle \kappa \!\,} – gravitacijska konstanta
- {\displaystyle c\!\,}  – hitrost svetlobe.

Te enačbe so odvisne od porazdelitve snovi in energije v območju prostora za razliko newtonovske gravitacije, ki je odvisna le od porazdelitve snovi. Polja sama v splošni teoriji relativnosti predstavljajo ukrivljenost prostor-časa. Splošna teorija relativnosti pravi, da je bivanje v območju ukrivljenega prostora enakovredno pospeševanju po gradientu polja. Po 2. Newtonovem zakonu bo to povzročilo, da bo na telo delovala vztrajnostna sila, če bo mirovalo glede na polje. Zaradi tega ima človek pri mirovanju na zemeljskem površju občutek, da ga gravitacija vleče navzdol. V splošnem se gravitacijska polja, ki jih napoveduje splošna teorija relativnosti, po učinkih le malo razlikujejo od tistih, ki jih napoveduje klasična mehanika, vendar sedaj obstaja več preprosto preverljivih razlik, od katerih so v takšnih poljih najbolj znani: sukanje Merkurjevega prisončja, odklon svetlobnih žarkov, gravitacijski premik spektralnih črt proti rdečemu delu spektra in časovna zakasnitev sunkov radarskih valov.

## Jakost gravitacijskega polja črne luknje
Zgled za sistem kjer odpove Newtonov opis gravitacije je gravitacijsko polje črne luknje.
...